# Muricea
Muricea är ett släkte av koralldjur. Muricea ingår i familjen Plexauridae.

## Bildgalleri

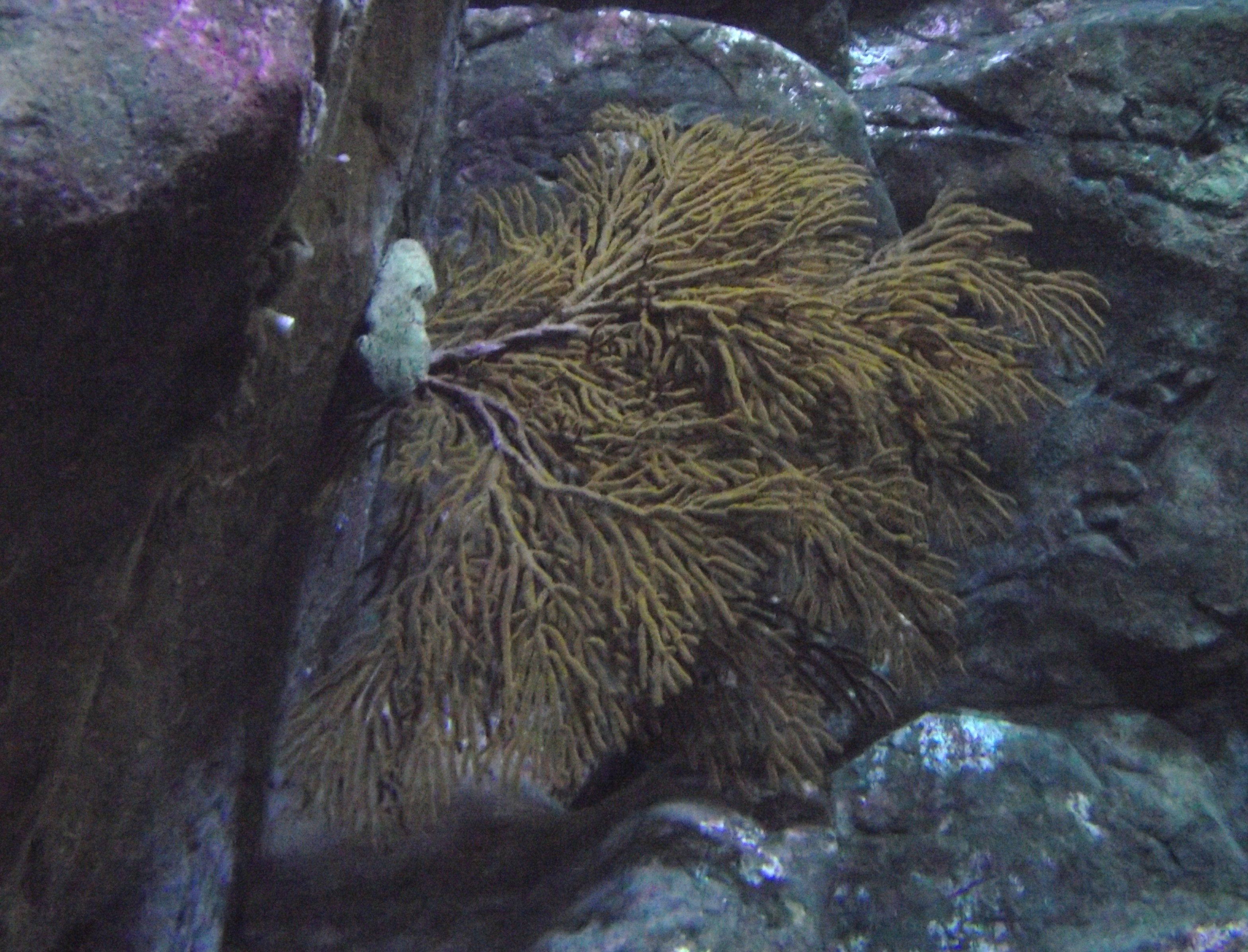
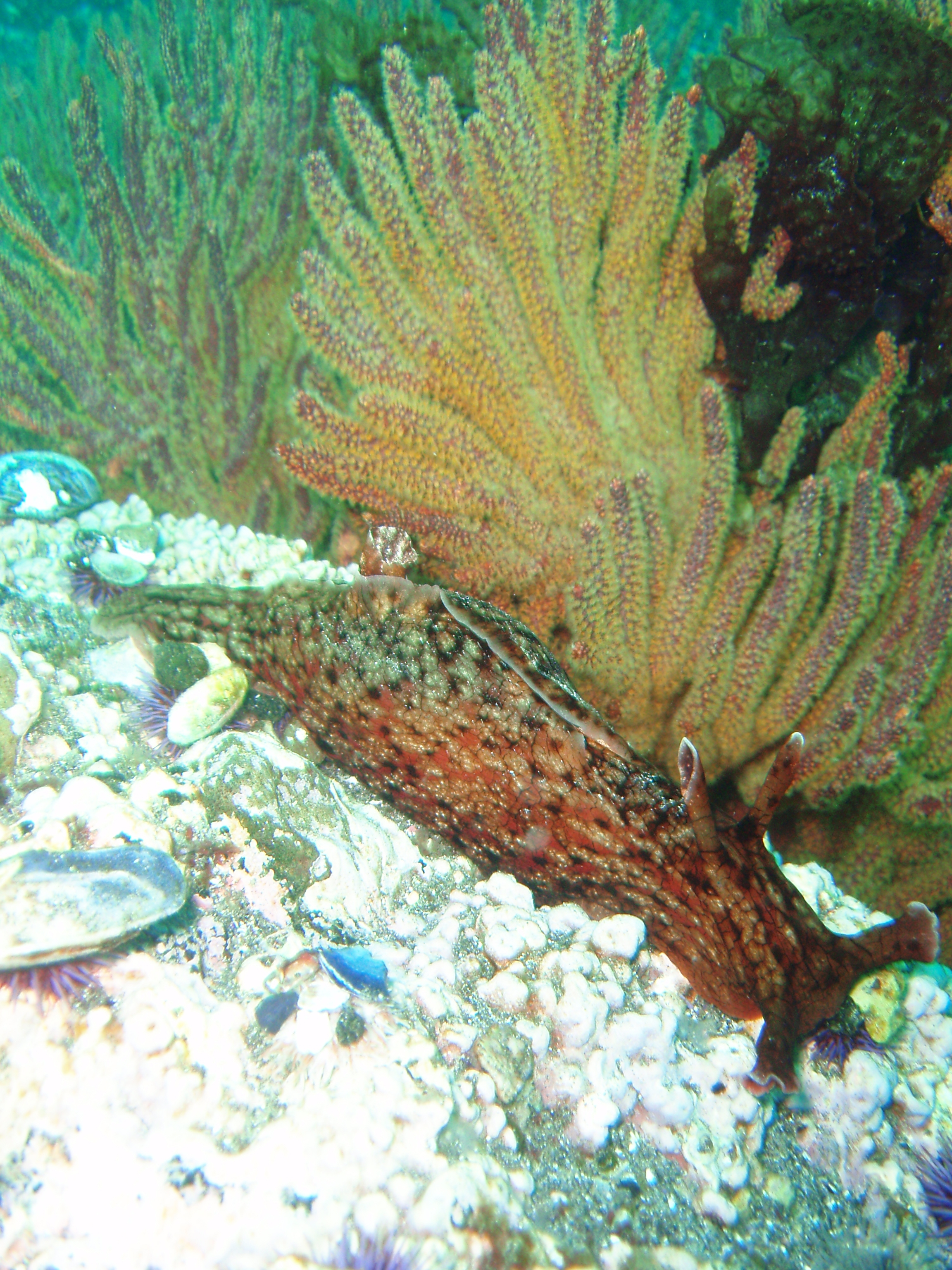
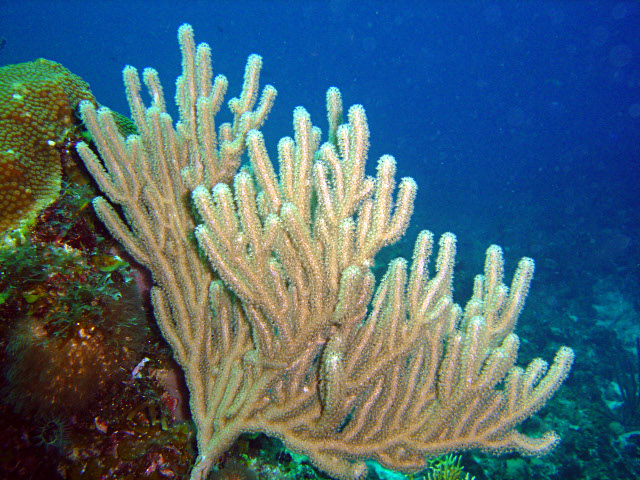

## Dottertaxa tillMuricea, i alfabetisk ordning[1]
- Muricea acervata
- Muricea albida
- Muricea appressa
- Muricea aspera
- Muricea atlantica
- Muricea austera
- Muricea californica
- Muricea crassa
- Muricea echinata
- Muricea elongata
- Muricea flamma
- Muricea formosa
- Muricea fruticosa
- Muricea galapagensis
- Muricea hebes
- Muricea hispida
- Muricea horrida
- Muricea laxa
- Muricea midas
- Muricea muricata
- Muricea pendula
- Muricea pinnata
- Muricea purpurea
- Muricea pusilla
- Muricea ramosa
- Muricea retusa
- Muricea robusta
- Muricea splendens
- Muricea squarrosa
- Muricea tenella
- Muricea tubigera
- Muricea waltonsmithi